# Köln.tv
Köln.tv war ein privater Fernsehsender für die Regionen Köln-Bonn-Leverkusen mit Vollprogramm, der seinen regulären Sendebetrieb am 5. Januar 2015 um 18 Uhr aufnahm. Im Februar 2016 wurde angekündigt, dass der Sendebetrieb aufgrund fehlender wirtschaftlicher Perspektiven zum 31. März 2016 eingestellt werde.

## Konzernzugehörigkeit
Der Vorgänger des Senders, center.tv Köln, wurde im Oktober 2005 von Andre Zalbertus gegründet und hatte seinen Sendebetrieb zum 31. Dezember 2014 eingestellt. Der neue Gesellschafter des Senders, die Kölner Mediengruppe M. DuMont Schauberg, übernahm im April 2012 die Gesellschaftsanteile und verlegte das Studio in den Newsroom des eigenen Hauptsitzes nach Köln-Niehl, Amsterdamer Straße 192, um dort von kurzen Wegen zu den Kollegen des Kölner Stadt-Anzeigers sowie des Express zu profitieren. DuMont – überwiegend ein Printmedienkonzern – war bereits mehrheitlich am Privatradiosender Radio Köln beteiligt.
Geschäftsführer war Johannes Müller, Redaktionsleiter der Journalist Brian Schneider.

## Programm
Der Sender bot aktuelle Nachrichten und Geschichten aus der Kölner Region Umgebung. Das Programm bestand anfangs aus mehreren Sendeformaten, die jeweils in der Regel live produziert und anschließend in Dauerschleife ausgestrahlt wurden:
- Köln.tv NEWS (jeweils zur vollen und halben Stunde)
- Köln.tv DAS MAGAZIN (stündlich zu Minute 15)
- Köln.tv DER TALK (stündlich zu Minute 45)
- Köln.tv DIE REPORTAGE (Erstausstrahlung sonntags, 20.00 Uhr)
- #kaffeeklash  (interaktives Jugendmagazin, werktags 17.30 Uhr)[4]

Nach einer Neustrukturierung des Programmschemas im Herbst 2015 wurde bis zur Einstellung des Programms um 18 Uhr die einstündige Sendung Köln.tv – der Tag live produziert und danach wiederholt.
- Köln.tv – der Tag (stündlich ab 18 Uhr)

## Reichweite
Köln.tv erreichte 2,7 Millionen Haushalte und war über Kabelfernsehen, Internet und das „Entertain-Paket“ der Telekom empfangbar. Obwohl das Programm digital im Kabel zu empfangen war, wurden über DVB-C keine Sendungsinformationen per EPG-Signal gesendet. Ziel war vor allem ein Reichweiten-Wachstum in den digitalen Kanälen. Trotz der Nähe zu den Printmedien sollte Köln.tv aber als eigenständige Einheit unabhängig Programm entwickeln.